# Biserica de lemn din Grănicești
Biserica de lemn „Sfinții Voievozi” din Grănicești, cunoscută și ca Biserica de lemn „Sfinții Arhangheli Mihail și Gavriil”, este un lăcaș de cult ortodox construit în anul 1758 în satul Grănicești din comuna omonimă aflată în județul Suceava. Edificiul religios se află localizat în cimitirul satului, în apropiere de drumul european E85 și are hramul Sfinții Arhangheli Mihail și Gavriil, sărbătorit la data de 8 noiembrie.
Biserica de lemn din Grănicești nu a fost inclusă pe Lista monumentelor istorice din județul Suceava, deși are o vechime mare.

## Istoricul bisericii
Satul Grănicești este situat în partea de nord-est a județului Suceava, de-a lungul drumului național DN2 (E85), la 27 km de municipiul Suceava și la 17 km de orașul Siret. Prima atestare documentară a localității o reprezintă un uric din 15 martie 1490, când Ștefan cel Mare (1457-1504) a întărit Episcopiei de Rădăuți dreptul de stăpânire a 50 de sate „care au fost date de Alexandru voievod”. Același document menționează că între cele 50 de sate moștenite de Alexandru cel Bun (1400-1432), vatra Grănicești este a „30-a biserică, cu popă”, dovadă că în sat exista o biserică, a cărei locație este astăzi necunoscută, cu mult timp înainte de apariția actualului lăcaș.
Actuala biserică de lemn din Grănicești a fost construită la mijlocul secolului al XVIII-lea, ctitorii lăcașului fiind țăranii Gherasim și Toader Ungurean. Atât cronica parohială din comună, cât și lucrarea istoricului Nicolae Stoicescu intitulată „Repertoriul bibliografic al localităților și monumentelor medievale din Moldova” consemnează anul 1758 ca an al construcției bisericii. În „Schematismul Bucovinei din 1867”, lăcașul este datat în 1768, aparținând de Fondul Religionar al Bucovinei. În acea perioadă satul era administrat de preotul paroh George Ciuntuleac și facea parte din Protopopiatul Siret. În „Schematismul din 1890” sunt menționate alte date referitoare la sat și la ridicarea bisericii de lemn, construită anterior anului de ocupație militară habsburgică a Bucovinei. Primul preot paroh amintit de cronica parohială din Grănicești este Ioan Țurcan, decedat în decembrie 1814, la numai 38 de ani.
Inițial, biserica ridicată din grinzi de lemn se asemăna cu vechile case țărănești din zonă, având o singură ușă, câteva ferestre, un turn înălțat pe naos și acoperiș din șindrilă. Între timp, edificiul a devenit neîncăpător pentru deservirea nevoilor spirituale ale populației în creștere din localitate. Prin urmare, în 1830 locuitorii satului au desfăcut biserica până la temelie, au adăugat-o, dublându-i practic dimensiunile, și au construit-o pe același loc. În prezent, în interior există un prag care amintește de prima variantă a lăcașului.
În anul 1900 au loc alte extinderi. Tot atunci, este construit la intrarea în cimitirul bisericii un turn clopotniță, cu etaj. Înfățișarea edificiului este schimbată din nou în 1902, când este refăcut acoperișul de șindrilă, manopera fiind repetată în 1932. Ulterior, epitropul Gheorghe Moroșan o acoperă cu tablă zincată. Conform spuselor preotului paroh Mihai Apetroae, sub tablă a fost pastrată dranița originală. Pentru a proteja edificiul de intemperii, pereții din bârne au fost placați cu scânduri dispuse vertical și vopsite în culoarea maro.
În fața bisericii se găsesc trei cruci vechi de piatră, bine conservate, cu următoarele inscripții: „Această cruce s-a făcut cu cheltuiala lui Filon Țibu și cu soția lui Domnica și Saveta a lui Ștefan Bourean, 1898”; „Această sfântă cruce s-a făcut cu cheltuiala robului lui Dumnezeu Vasile Prelipcian din Krainicești și s-au așezat înaintea sfintei biserici spre veșnică pomenirea lui, la 30 mai 1860”; „Această cruce și masa s-a făcut din cheltuiala robului lui Dumnezeu Ștefan Bourean a (M)acsim și Filon Țibu cu soția lui Domnica, în anul 1891”. Primele două inscripții sunt gravate în caractere latine, iar a treia în caractere chirilice.
În anii '30 ai secolului al XX-lea, pe când slujea ca paroh preotul Epaminonda Berlinschi, s-a început construirea unei biserici de zid în centrul satului Grănicești. Temelia lăcașului de cult a fost sfințită în anul 1936 de mitropolitul Visarion Puiu al Bucovinei. Între anii 1940-1950 a slujit aici preotul paroh Casian Bucescu (1907-1986), considerat „apostolul Suceviței”. El a fost „primit cu pâine și sare, ca un ierarh, de către vechii gospodari la Grănicești”. În perioada sa, au fost continuate lucrările la noua biserică, care a fost înălțată până la nivelul ferestrelor. Construcția bisericii noi a fost finalizată în anul 1960, în perioada în care paroh la Grănicești era Gheorghe Puha. Biserica de zid adăpostește Parohia Grănicești 1, în timp ce vechea biserică de lemn a devenit Parohia Grănicești 2.
În apropierea intrării în noua biserică de zid este amplasată o cruce veche adusă din cimitirul bisericii de lemn, ce are inscripționat următorul text: „Această sf. cruce s-au ridicat pe cheltuiala roabei lui Dumnezeu Elisabeta a lui Ștefan Bourean pe locul donat la larg: cimitirul morților. Întru eternă ci și a tot neamului amintire. La anul 1903”.
Începând cu anul 2010 au loc noi lucrări de restaurare la vechea biserică de lemn din Grănicești. Astfel, acoperișul din tablă este recondiționat și sunt înlocuite ușa și ferestrele lăcașului, executate de meșterul Constantin Isopescu din Voievodeasa. Învelitoarea din scânduri a pereților se afla într-un stadiu destul de avansat de degradare, astfel că este înlocuită cu o învelitoare nouă, realizată din lambriu lăcuit. Aleea de acces, de la turnul clopotniță până la intrarea în biserică, este și ea refăcută cu piatră adusă din râul Suceava. După finalizarea lucrărilor, la data de 29 septembrie 2013, lăcașul de lemn este resfințit de Arhiepiscopul Sucevei și Rădăuților, Pimen Zainea. La slujba de resfințire au participat, pe lângă sute de credincioși, autoritățile locale și fiii satului veniți de departe.

## Arhitectura bisericii
Biserica de lemn din Grănicești este construită în totalitate din bârne de stejar. Ea se sprijină pe un soclu din piatră de râu. Pentru a proteja edificiul de intemperii, pereții din bârne au fost placați cu scânduri mici, de tip lambriu, dispuse orizontal și tratate împotriva incendiilor și cariilor.
Biserica are un acoperiș înalt, cu pante repezi, ce prezintă o învelitoare din tablă zincată. Streașina largă se sprijină pe console în retrageri. Deasupra naosului se înalță singura turlă a lăcașului. Aceasta este învelită complet în tablă, iar în vârful ei există o cruce. Alte două cruci sunt dispuse în extremitățile de est și de vest ale coamei acoperișului.
Monumentul are formă de navă, fără contraabsidă și cu absida altarului de formă pentagonală și ușor decroșată față de restul corpului construcției. Accesul în interior se realizează pe o ușă masivă, confecționată din lemn și dispusă în peretele sudic.
În interior, biserica este împărțită în trei încăperi: pronaos, naos și altar. Pronaosul are o formă dreptunghiulară, iar în peretele sudic se află ușa de intrare și o fereastră. În naosul ce are de asemenea formă dreptunghiulară, lumina pătrunde prin patru ferestre: două dispuse în peretele sudic și două dispuse simetric în peretele nordic. Absida altarului, ușor decroșată și de formă pentagonală, are două ferestre: una în axa absidei, către est, și alta în peretele sudic. Toate cele șapte ferestre ale bisericii au aceeași formă și aceleași dimensiuni, încheindu-se la partea superioară printr-un arc în plin cintru.
Biserica este pardosită cu pietre cioplite și zugrăvită pe interior. La trecerea din pronaos în naos, sub tavan, sunt dispuse 12 icoane pictate pe lemn ce înfățișează scene din viața lui Hristos și a Maicii Domnului. Iconostasul este alcătuit din trei registre care cuprind 36 de icoane. Scaunul arhieresc este realizat prin tehnica traforajului, având ornamente aplicate și pictate.

## Imagini

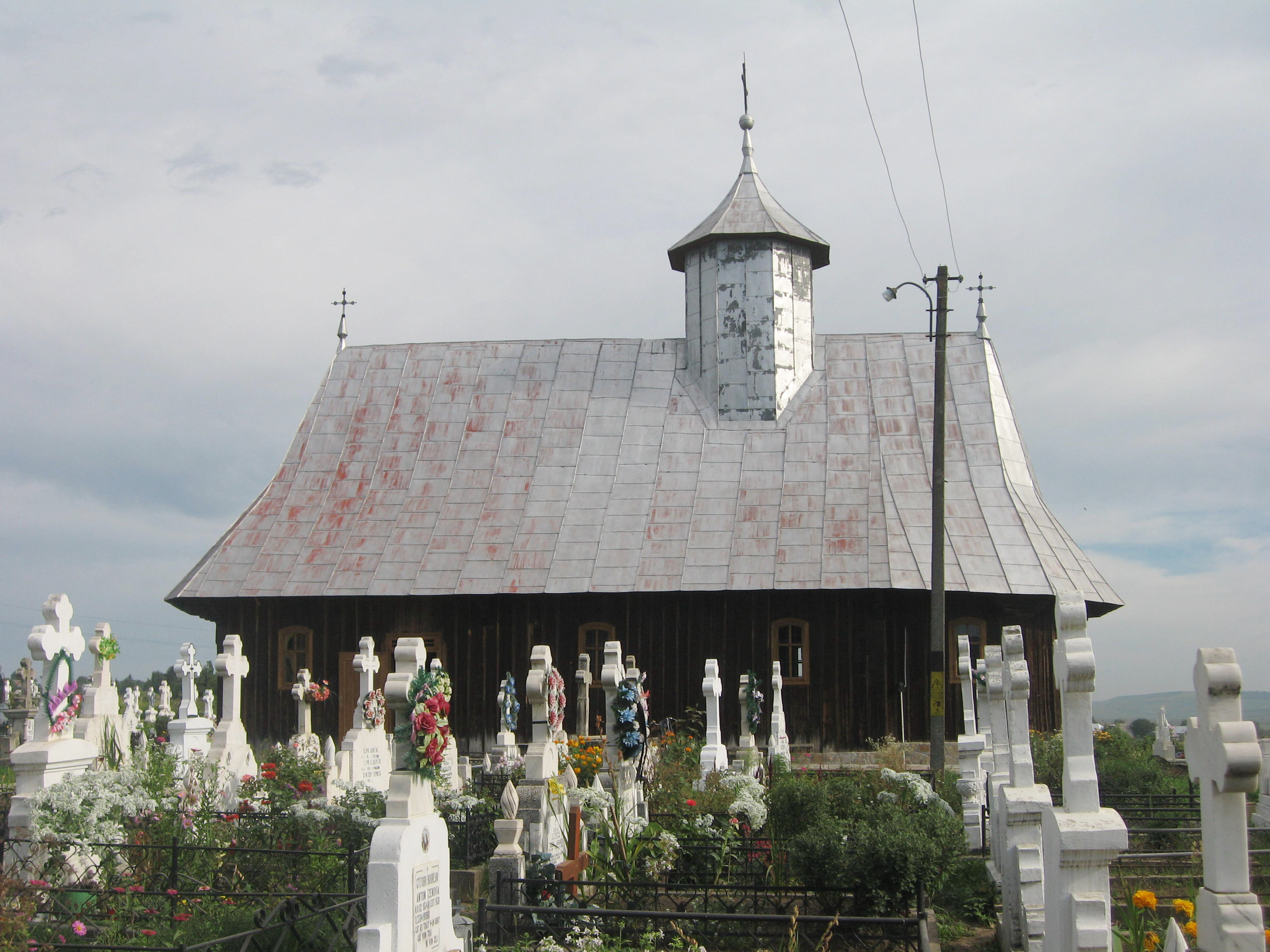
Biserica pe latura sudică
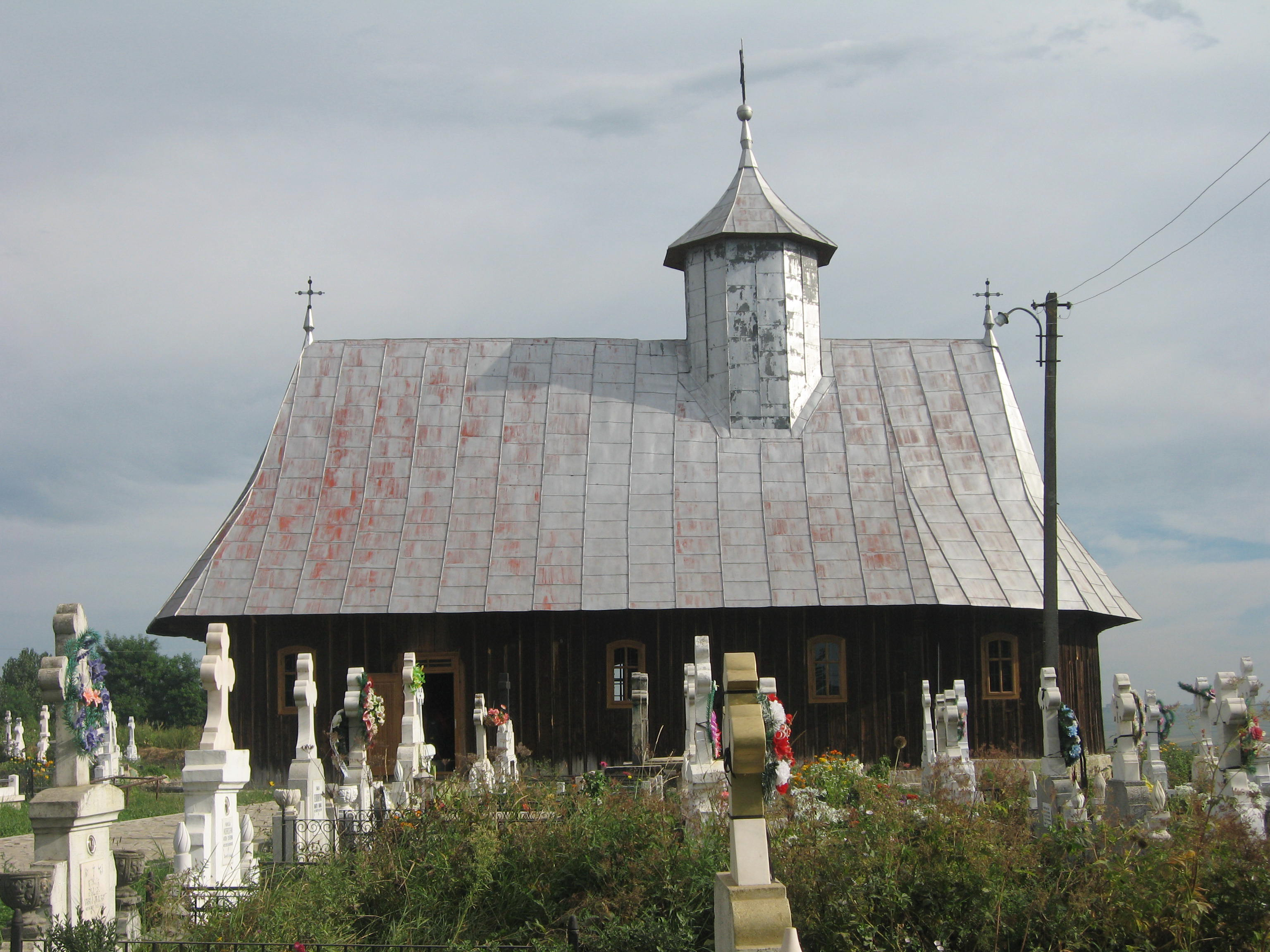
Biserica pe latura sudică
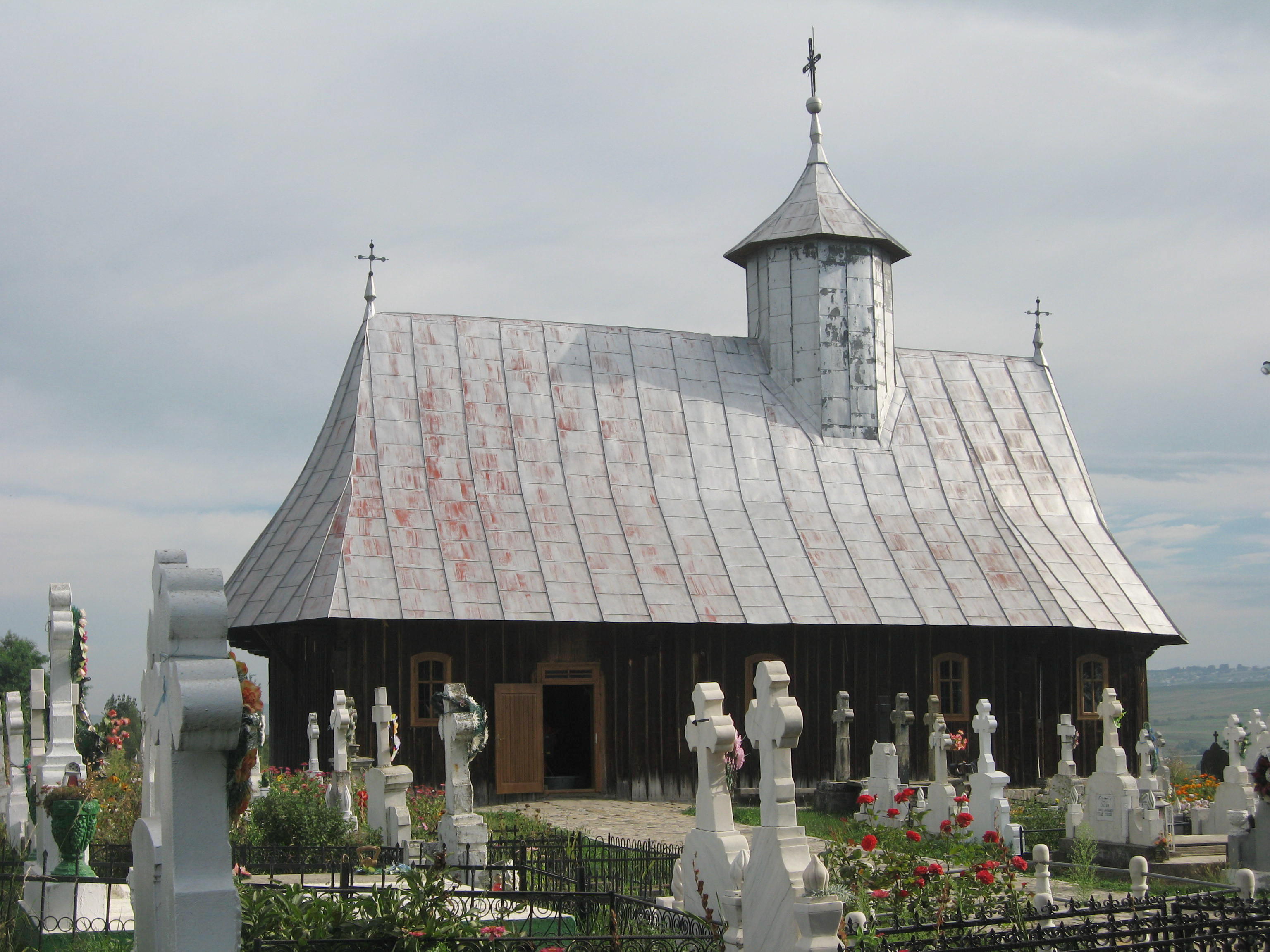
Biserica pe latura sudică
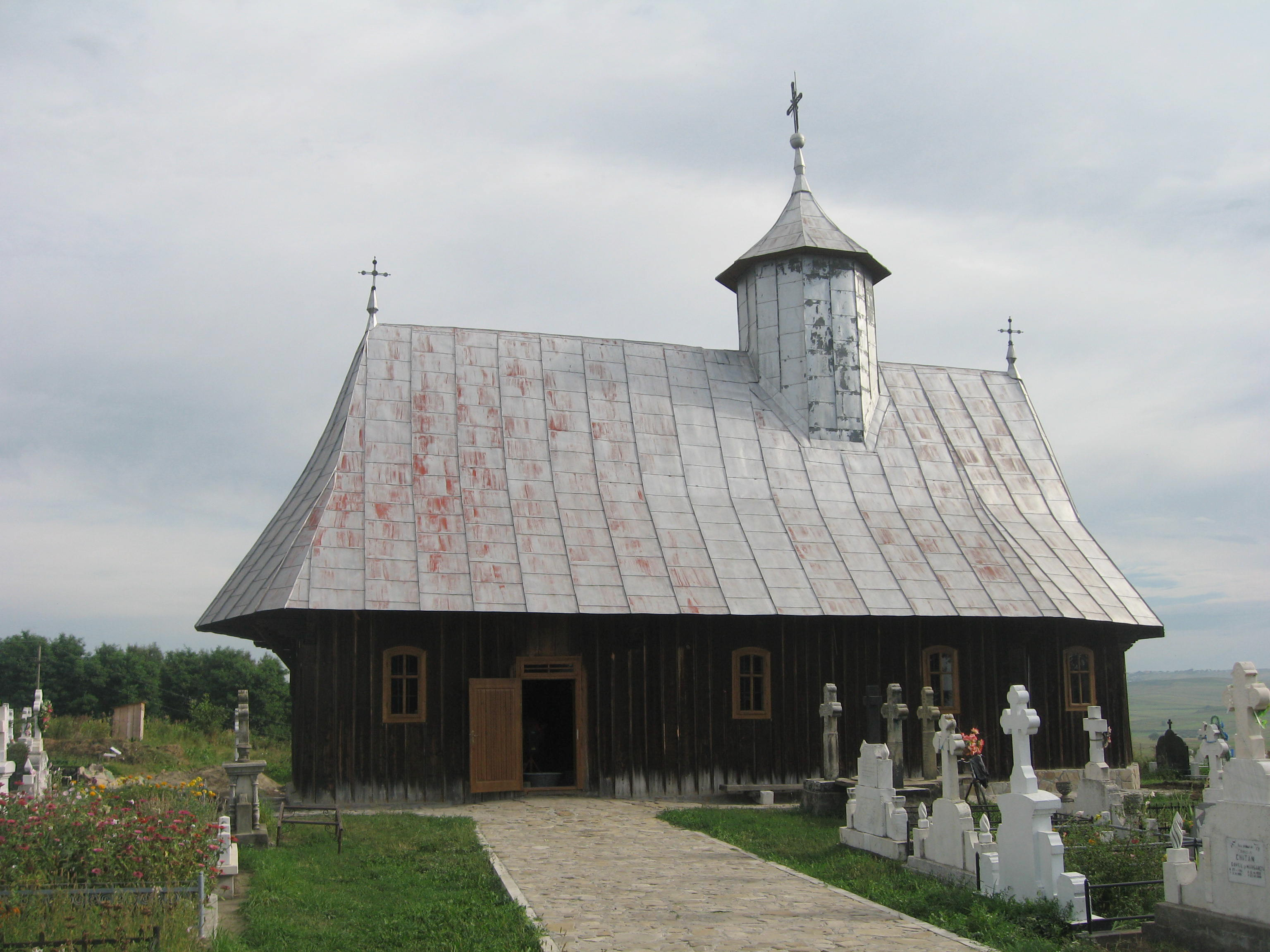
Biserica pe latura sudică